# محكمة العدل العليا (فلسطين)
محكمة العدل العليا الفلسطينية هي إحدى محاكم السلطة القضائية في دولة فلسطين، وتختص بالنظر في المنازعات الإدارية.

## النشأة
تأسست محكمة العدل العليا الفلسطينية عام 2000 بموجب قانون تشكيل المحاكم النظامية رقم (5) لعام 2000، والصادر عن الرئيس الفلسطيني ياسر عرفات.

## اختصاصات المحكمة
- النظر في الطعون المرفوعة إليها من قبل محاكم الاستئناف.
- النظر في الطعون المرفوعة إليها من محاكم البداية بصفتها الاستئنافية.
- النظر في المسائل المتعلقة بتغيير مرجع الدعوى.
- النظر في أية طلبات قانونية ترفع إليها.[3]

## رؤساء المحكمة
- قصي العبادلة (1994-1998)
- رضوان الآغا (1999-2003)
- زهير الصوراني (2003-2005)
- عيسى أبو شرار (2005-2009)
- فريد الجلاد (2009-2014)[4]
- علي مهنا (2014-2016)[5]
- سامي صرصور (يناير 2016 -أكتوبر 2016)
- عماد سليم سعد (2016-2019)
- عيسى أبو شرار (2019-2024)
- محمد عبد الغني العويوي (2024-لا يزال)